# Zigana (průsmyk)
Průsmyk Zigana (turecky Zigana Geçidi) je průsmyk ve Východopontských horách, provincii Gümüşhane těsně u hranice s Trabzonskou provincií v severovýchodním Turecku. Sedlem v nadmořské výšce 2032 m prochází asfaltová silnice D-885. Vzdálenost z Trabzonu na pobřeží Černého moře je 120 km a vzdálenost z Gümüşhane 60 km. Průsmyk je pokryt sněhem pět měsíců v roce.
Stejnojmenná vesnice Zigana ležící jihozápadním směrem ve vzdálenosti 3,5 km je oblíbeným lyžařským střediskem.

## Tunel
Pod průsmykem vede v nadmořské výšce 1795 m tunel Zigana, kterým prochází evropská silnice E-97. S délkou 1702 m, šířkou 11 m a výškou 8 m patří k nejdelším silničním tunelům v Turecku.
V září 2013 byl zveřejněn projekt nového, 12888 m dlouhého tunelu pod průsmykem. Jedná se o dvoutubusový tunel se dvěma jízdními pruhy v každém směru v nadmořské výšce 1253 a 1211 m mezi Güzelyayla a Köstere.